# Surowiec farmaceutyczny
Surowiec farmaceutyczny - substancja lub mieszanina substancji pochodzenia chemicznego, roślinnego, zwierzęcego lub mineralnego przeznaczona do sporządzenia w praktyce receptury aptecznej bądź wytworzenia na skalę przemysłową w laboratorium galenowym lub zakładach farmaceutycznych produktów leczniczych stosowanych w lecznictwie u ludzi i zwierząt. 
W pewnych sytuacjach nieprzetworzony surowiec farmaceutyczny może stanowić produkt leczniczy (np. jodoform, dermatol, kseroform - do zasypywania ran; wazelina i in.).
Substancja, która jest określana surowcem farmaceutycznym musi odpowiadać normom dotyczącym jakości określonych w odpowiednich przepisach, m.in. zgodność z wymogami Farmakopei Polskiej, Farmakopei Europejskiej oraz innych Farmakopei. Ponadto niekiedy dodatkowe wymagania stawia specyfikacja jakościowa wytwórcy surowca farmaceutycznego, w której niejednokrotnie normy jakościowe przewyższają te, które są ujęte w Farmakopeach. 
W obecnym stanie prawnym surowce farmaceutyczne podlegają takim samym przepisom jak produkty lecznicze. Surowce farmaceutyczne przeznaczone do sporządzania preparatów leczniczych w zakresie receptury aptecznej muszą dodatkowo posiadać Świadectwo Dopuszczenia do Obrotu wydane przez właściwy organ. Świadectwa tego nie wymagają surowce farmaceutyczne przeznaczone do przemysłowej produkcji produktów leczniczych.

Przeczytaj ostrzeżenie dotyczące informacji medycznych i pokrewnych zamieszczonych w Wikipedii.